# Irma Gramatica
Irma Gramatica, née à Fiume le 25 novembre 1867 et morte à Florence le 14 octobre 1962, est une actrice italienne. Elle eut deux sœurs, Emma et Anna, elles aussi actrices célèbres.

## Biographie
Sa véritable année de naissance est 1867, comme l’atteste Luigi Maria Person dans la biographie qu’il a consacrée aux sœurs actrices. Elle monta sur scène à cinq ans et tout de suite montra d'énormes possibilités. Gamine, elle joua aux côtés des grands acteurs du moment (Cesare Rossi, Giacinta Pezzana, Flavio Andò et Eleonora Duse, par exemple) ; en 1896 elle interprétait déjà des premiers rôles.
Sous la direction de V. de Valli elle perfectionna son tempérament vraiment exceptionnel, adapté à un répertoire fort vaste.
Elle se montra sensible tant au nouveau théâtre qu'aux auteurs romantiques du dix-neuvième siècle.
Elle fut la première Nennele dans Come le foglie de Giuseppe Giacosa, Lisa dans Dal tuo al mio de Giovanni Verga, Paolina dans Sperduti nel buio de Roberto Bracco et surtout Mila di Codro dans Figlia di Jorio, que Gabriele d'Annunzio avait écrit spécialement pour la Duse mais que celle-ci, malade, ne put pas porter sur la scène.

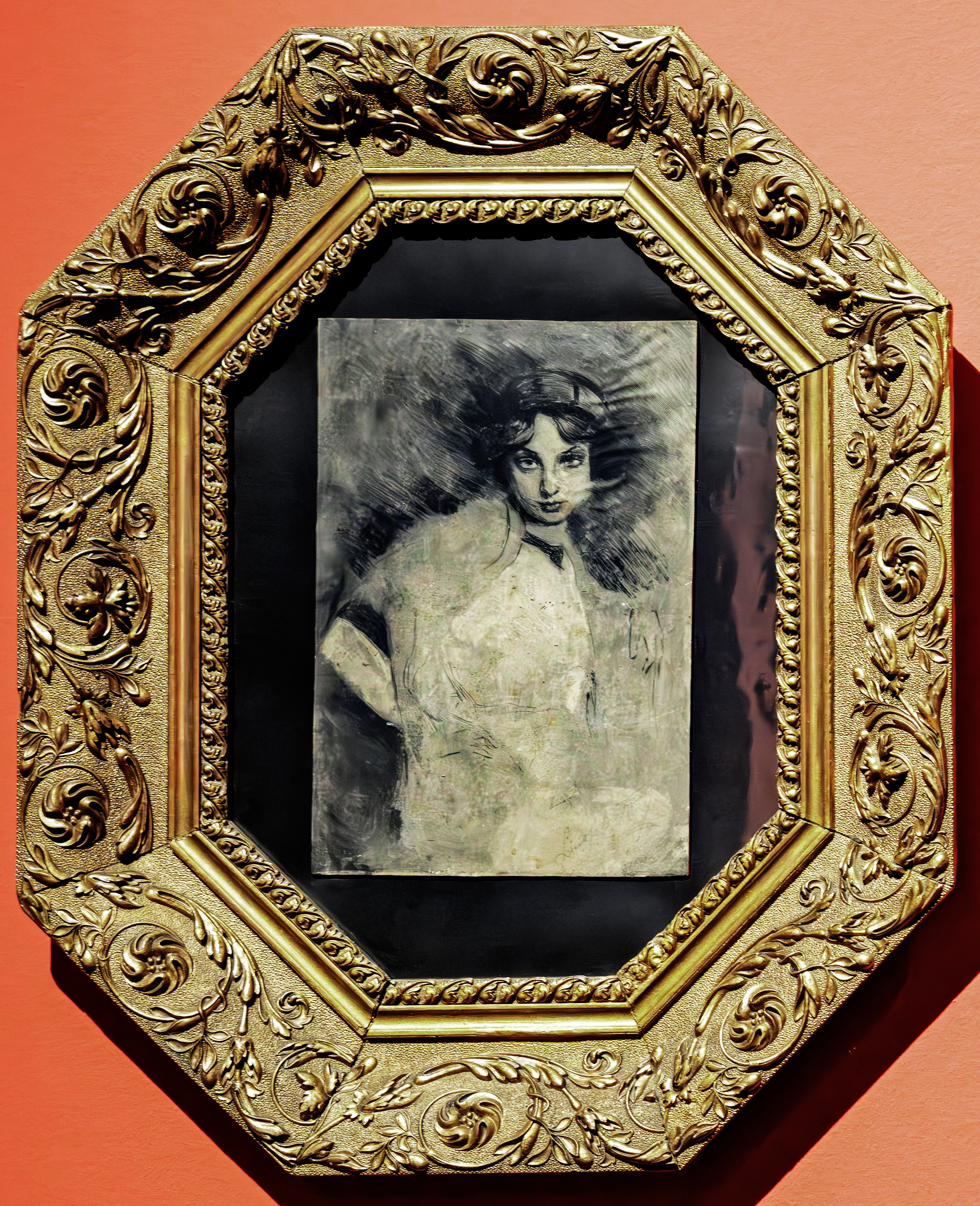
Irma Gramatica par Lino Selvatico

## Filmographie partielle
- 1935 : Porto d'Amleto Palermi
- 1937 : L'Homme de nulle part
- 1942 : Oui madame
- 1944 : L'Homme à femmes
- 1951 : Le Trésor maudit (Incantesimo tragico) de Mario Sequi